# Isi Delvigne
Isidore (Isi) Delvigne (Seraing, 4 januari 1882 - Spa, 22 juni 1959) was een Belgisch redacteur, syndicalist en politicus voor de POB.

## Levensloop
Delvigne begon zijn beroepscarrière in 1896 als arbeider bij Cockerill Sambre. Zijn syndicale activiteiten maakte echter dat hij verschillende malen op zoek moest naar ander werk. Zo stichtte hij in 1905 samen met Julien Lahaut en Joseph Bondas het Syndicat des métallurgistes de Seraing (Relève-toi).
Tijdens het interbellum was Delvigne een van de leidende figuren van het Belgisch syndicalisme en van de Waalse Beweging.  Hij werkte ook mee aan L'Action Wallonne en droomde van een versmelting met Frankrijk, of zelfs van een Europese staat. Zijn invloed op jonge wallinganten, zoals André Renard, was niet te onderschatten. Daarnaast was hij actief als auteur van monografieën en publiceerde hij artikels in verschillende linkse persorganen, waaronder Le Peuple, waarvoor hij een Luikse bijlage uitgaf. Op 1 december 1920 stichtte hij de krant La Wallonie, waarvan hij directeur was tot 1951. Ook was hij betrokken bij de oprichting van Le Prolétaire.
Eveneens in de jaren 20 was hij actief in de strijd rond de invoering van het betaald verlof voor arbeiders. Tevens was hij in deze periode politiek actief, zo was hij gemeenteraadslid en schepen van Seraing (1912-1919) en volksvertegenwoordiger (1919-1934). In deze hoedanigheid was hij een vurig pleiter voor de vakbondseisen en de verslaggever van de Wet op de 'acht uren'-dag. Van 1934 tot 1940 was hij de voorzitter van de Centrale der Metaalbewerkers (CMB) van het Belgisch Vakverbond (BVV) te Luik. In 1942 werd hij algemeen secretaris van deze gewestelijke vakcentrale.